# Вайгандсгайн
Вайгандсгайн (нім. Waigandshain) — громада в Німеччині, розташована в землі Рейнланд-Пфальц. Входить до складу району Вестервальд. Складова частина об'єднання громад Реннерод.
Площа — 4,05 км2. Населення становить 218 ос. (станом на 31 грудня 2020).